# Двор-при-Полховем Градцу
Двор-при-Полховем Градцу (словен. Dvor pri Polhovem Gradcu) — поселення в общині Доброва-Полхов Градець, Осреднєсловенський регіон, Словенія. 
Висота над рівнем моря: 350,2 м.